# Conus sauros
Conus sauros is een in zee levende slakkensoort uit het geslacht Conus. De slak behoort tot de familie Conidae. Conus sauros werd in 1858 beschreven door Crosse. Net zoals alle soorten binnen het geslacht Conus zijn deze slakken roofzuchtig en giftig. Zij bezitten een harpoenachtige structuur waarmee ze hun prooi kunnen steken en verlammen.